# Capitolare
Il capitolare è una legge o un'ordinanza emanata dai re o dagli imperatori franchi e i loro successori. Il termine deriva dal latino capitulare (diviso in capitoli o paragrafi). I capitolari erano il principale strumento di governo utilizzato dai re carolingi e regolavano moltissime questioni, dalla vita pubblica, sia laica che ecclesiastica, all'agricoltura, politica all'economia.

## I capitolari carolingi
Nei primi anni del dominio carolingio in Italia si registra una situazione di sostanziale continuità nella produzione degli atti giuridici; i capitolari (capitularia regum Francorum) nascono come promemoria per i conti e i vescovi che partecipano all'assemblea dei Grandi, durante la quale le decisioni prese dal re e dal consiglio dei suoi fedeli sono pubblicate verbalmente. Il primo capitolare viene emanato da Carlo Magno nel 779 ed anche in seguito la maggior parte di questi atti prodotti dalla sua corte viene destinata a monasteri e chiese episcopali a conferma del possesso di beni ed immunità (esenzioni fiscali e dalla giurisdizione pubblica ordinaria); sono ancora rari i casi in cui essi sono rivolti verso singole persone o verso comunità cittadine.
Benché meno sistematici, di taglio occasionale e più tecnici e ripetitivi rispetto ai diplomi longobardi, è comunque interessante notare come i capitolari carolingi recepiscano ed intervengano sulle inadempienze ed oppressioni perpetrate dai ceti superiori sugli uomini liberi di condizione inferiore, che denunciano così gli abusi di vescovi, abati, conti e funzionari di vario titolo; si trovano però anche le proteste dei vescovi verso conti e marchesi, accusati di simonìa
Il documento più famoso resta comunque il capitolare di Quierzy, emanato da Carlo il Calvo relativamente al passaggio ereditario delle cariche feudali maggiori.

### Le diverse categorie
Nel periodo carolingio soprattutto a partire dalla morte di Carlo Magno si vengono a identificare quattro tipi di capitolari diversi:
- Capitularia ecclesiastica: provvedimenti per il clero
- Capitularia mundana: provvedimenti per i laici
- Capitularia missorum: istruzioni per i missi dominici
- Capitularia legibus addita (o addenda): provvedimenti per modificare le consuetudini popolari al volere sovrano

## La diplomatica regia italiana nella seconda metà del IX secolo
La produzione di capitolari in Italia continuerà anche nel periodo in cui l'impero carolingio andrà lentamente dissolvendosi e fino al regno di Carlo il Grosso, l'attività legislativa può dirsi corrente; la produzione è ancora destinata in larga misura a chiese episcopali e monasteri, ma anche a canoniche cittadine ed in qualche caso prevede la concessione di privilegi a singole persone.
Non esiste ancora una vera forma di alienazione del potere e delle prerogative regie perché di fatto le famiglie della nascente nobiltà feudale hanno ancora un radicamento debole sul territorio, ma inizia già a manifestarsi la tendenza all'aumento delle intercessioni, cioè dell'intervento dei maggiorenti del regno per sollecitare la concessione di beni ed immunità ai loro protetti.
In seguito alla morte di Carlo il Grosso, avvenuta nell'887, infatti, la situazione politica italiana si fa più incerta e complessa; il titolo di re passa prima dalle mani dei Guideschi, duchi di Spoleto (889-899), a quelle di Ludovico il Cieco (900-905) ed infine a quelle del marchese del Friuli Berengario (a fasi alterne dall'888 al 924), per cui l'attività legislativa diviene discontinua ed episodica.
Proprio da questo momento aumenta il numero dei capitolari che contengono concessioni a destinatari individuali che prevedono ormai il pieno trasferimento dei poteri pubblici, non più limitato ai semplici pedaggi di antica consuetudine; il primo esempio in questo senso è il documento con cui nell'891 Guido II di Spoleto concede al vescovo di Modena Liudwin una serie di privilegi che prevedono la totale alienazione dei diritti regi. Durante il regno di Berengario questo andamento si consolida, con un progressivo aumento delle intercessioni da parte di vescovi, conti e marchesi e con l'ulteriore novità della concessione di licenze per la costruzione di fortificazioni locali a città e castelli.

## La diplomatica regia italiana nella prima metà del X secolo
Dalla fine del IX secolo si assiste al cosiddetto fenomeno dell'incastellamento, ossia l'erezione di fortificazioni permanenti autonome; Berengario è il primo sovrano a concedere le licenze d'incastellamento, ma bisogna notare che il numero delle autorizzazioni rilasciate è indubbiamente inferiore a quelle poi effettivamente realizzate.
Questo fenomeno ha un'importanza fondamentale perché comporta sia la modifica degli insediamenti abitativi nelle campagne che l'affermazione di dinastie familiari durature organizzate intorno ad uno o due castelli e sebbene con possedimenti circoscritti, in grado di aggregare i poteri fiscali, giuridici e militari.
La produzione legislativa in questa fase non subisce sostanziali cambiamenti e si presenta con la stessa linea di tendenza, sia durante il regno di Rodolfo II di Borgogna (924-26), il regno di Ugo di Provenza (926-46), il regno di Lotario (946-50) e di Berengario II (951-61).

## Il regno degli Ottoni
La dinastia degli Ottoni tenta di dare un nuovo indirizzo alla politica italiana provando innanzitutto a frenare il decentramento giuridico e militare verificatosi nel secolo precedente; nonostante la diminuzione delle licenze per l'incastellamento, la riduzione delle concessioni delle prerogative regie a singoli personaggi e la limitazione dell'influenza degli intermediari, i signori insediati nei loro possedimenti accrescono maggiormente il loro potere.
È in questa fase che molti studiosi rintracciano la nascita della nobiltà feudale e sono questi eventi a determinare sicuramente la comparsa della signoria territoriale.